# Coacăz roșu
Coacăzul roșu (Ribes rubrum) este un arbust care face parte din familia Grossulariaceae, genul Ribes. Coacăzul alb este o variantă a coacăzului roșu. In anumite regiuni fructele acestuia se mai numesc strugurei sau strugurași.

## Morfologie
Arbustul are frunze verzi numai în anotimpul cald; toamna  se îngălbenesc și cad. Coacăzul roșu apare sub formă de tufe cu înălțimea de 1 – 2 m. Tulpinile tinere au scoarța acoperită cu peri, iar tulpinile mai bătrâne au o scoarță de culoare brun roșiatică cu nuanțe mai închise până la negru cenușiu. Frunzele dințate pe margini, sunt relativ rotunde, în formă de inimă, cu o lungime de 4 – 10 cm și o lățime de 3 – 7 cm. Florile de culoare galben verzuie cu o lungime de 2 - 2,5 mm, sunt grupate în ciorchini formate din 4 - 8 flori. Fructele acestei plante, de tip bacă, sunt boabe zemoase sferice cu gust acrișor, de culoare roșie sau roz, care au un diametru de 6 – 11 mm, fiecare fruct conținând mai multe semințe.
Fructul acestei plante se numește coacăză (rar coacăță) și nu trebuie confundat cu planta omonimă Bruckenthalia spiculifolia, plantă lemnoasă din familia Ericaceae.

## Areal de răspândire
Coacăzul roșu este răspândit aproape în toată Europa, în stare sălbatică pe marginea apelor cu soluri argiloase și umede, poate fi întâlnit numai în Belgia, Olanda, Franța, Italia și Germania în restul Europei apare numai sub formă de culturi, mai rar sub formă sălbăticită.

## Variante
- Ribes rubrum L. var. rubrum - forma sălbatică
- Ribes rubrum var. domesticum - forma întâlnită în grădini